# Idrogenocarbonato
Lo ione idrogenocarbonato, noto anche come monoidrogenocarbonato, nonché noto nella nomenclatura tradizionale come bicarbonato, rappresenta l'anione che deriva dalla prima dissociazione dell'acido carbonico. Secondo la nomenclatura IUPAC il nome è monoidrogenotriossocarbonato.
Ha formula minima HCO−3 e massa molecolare di 61,023 u.

## Etimologia
Osservando la formula di un idrogenocarbonato apparentemente non c'è nulla che giustifichi il prefisso bi- del termine bicarbonato. L'origine del nome risale all'epoca di Lavoisier (XVIII secolo) quando i sali erano considerati la combinazione di un ossido metallico con un ossido non metallico e venivano scritti di conseguenza; ad esempio, il carbonato di sodio, Na2CO3, veniva scritto come Na2O · CO2.
Per spiegare la presenza dell'idrogeno i bicarbonati erano considerati sali uniti a molecole d'acqua: il sodio idrogenocarbonato (NaHCO3) era scritto Na2O · 2CO2 · H2O e coerentemente chiamato “bi-carbonato di soda”.

## Chimica
Data l'instabilità dell'acido carbonico, che di fatto in acqua non esiste, per la pratica è più facile considerare l'idrogenocarbonato derivante dalla reazione dell'anidride carbonica con acqua:
CO2 + 2 H2O ⇄ HCO−3 + H3O+        pKa = 6,35
o dall'addizione di anidride carbonica al carbonato:
CO2 + CO2−3 + H2O → 2 HCO−3
Inoltre si può ottenere anche gorgogliando CO2 in una soluzione tamponata a pH 8-9.
Generalmente l'idrogenocarbonato dà sali solubili soggetti a debolissima idrolisi basica:
HCO−3 ⇄ CO2 + OH−                      pKb = 7,65
HCO−3 + H2O ⇄ CO2−3 + H3O+        pKa = 10,36
Per questo uno dei principali usi degli idrogenocarbonati è quello di basificanti a basso costo. Il prodotto industriale principale è il bicarbonato di sodio.

## Significato biologico
Il rapporto bicarbonato/acido carbonico rappresenta il sistema tampone dei liquidi extracellulari (plasma, liquidi interstiziali) nel mantenimento dell'equilibrio acido-base e del pH. Normalmente nel plasma 95% di ione bicarbonato (HCO−3), 5% anidride carbonica CO2 ed una piccolissima parte è sotto forma di acido carbonico (H2CO3). Se il rapporto tra ione bicarbonato e CO2 disciolta si mantiene 20 a 1, il pH mantiene il valore fisiologico di 7,4.
Il bicarbonato è una sostanza prodotta naturalmente dal corpo umano, ma non nello stomaco. Durante la digestione, mentre lo stomaco secerne succhi gastrici, le pareti si "proteggono" con la secrezione di muco misto a idrogenocarbonato in sedi diverse che teoricamente non vengono a contatto: l'acido cloridrico è secreto dalle cellule principali misto ad acqua e pepsina (pH basico), mentre l'idrogenocarbonato è contenuto nel muco delle pareti. Il bicarbonato è secreto a valle dello stomaco, dal pancreas, come principale costituente dei succhi pancreatici allo scopo di neutralizzare l'acidità del succo gastrico.
L'uso di bicarbonato come antiacido stimola la produzione dell'ormone gastrina che, a sua volta, aumenta la produzione di acido cloridrico gastrico: per questo una sua eccessiva assunzione dopo un effetto antiacido iniziale, può peggiorare i sintomi.